# 19662 Станзі
19662 Станзі (19662 Stunzi) — астероїд головного поясу, відкритий 9 вересня 1999 року.
Тіссеранів параметр щодо Юпітера — 3,581.